# Krzywiczyny (gmina)

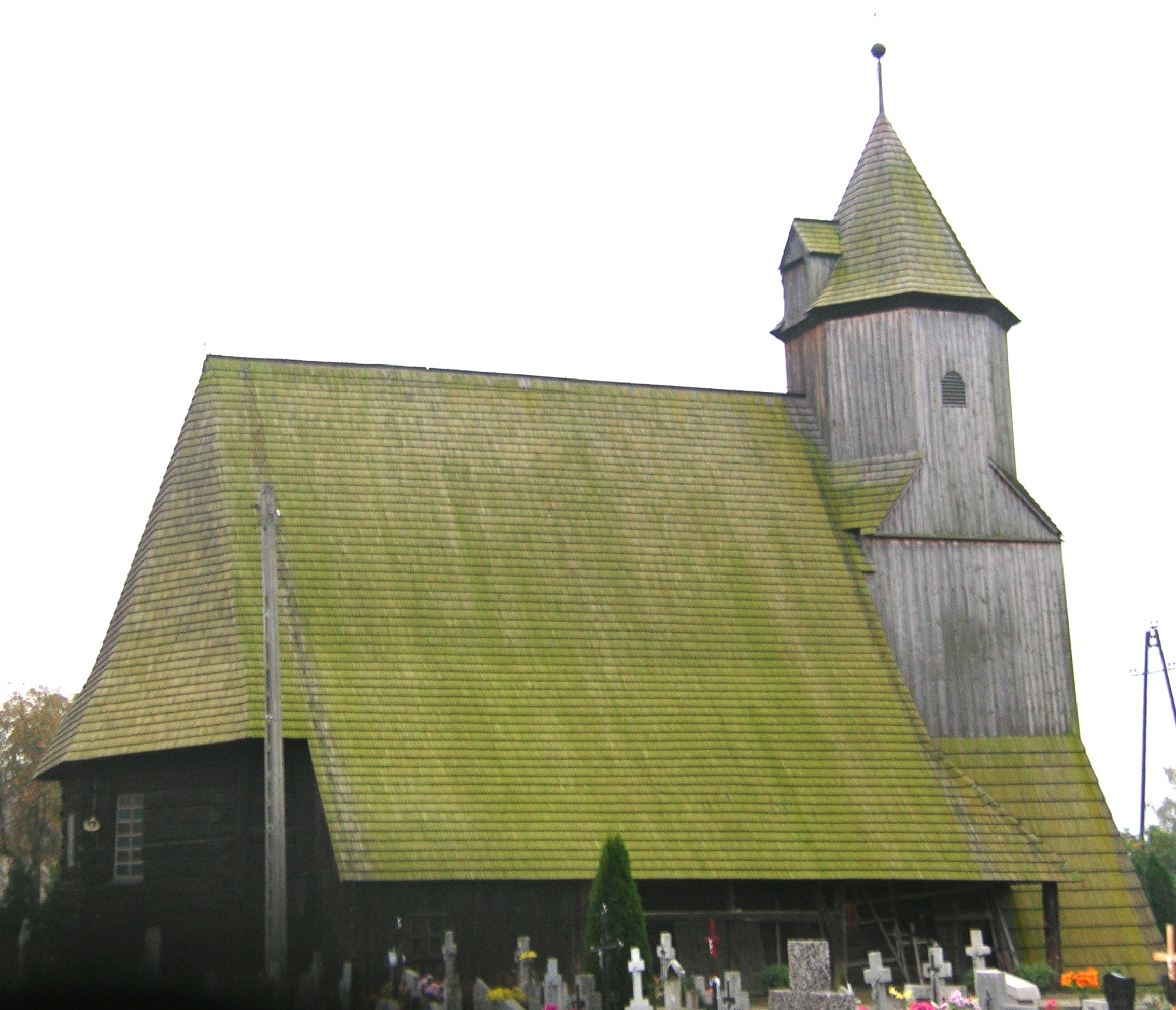
Kościół w Krzywiczynach

Krzywiczyny – dawna gmina wiejska istniejąca w latach 1945–1954 w woj. śląskim i woj. opolskim (dzisiejsze woj. opolskie). Siedzibą władz gminy były Krzywiczyny.
Gmina zbiorowa Krzywiczyny powstała po II wojnie światowej (w grudniu 1945) w powiecie kluczborskim na terenie tzw. Ziem Odzyskanych (tzw. I okręg administracyjny – Śląsk Opolski), powierzonym 18 marca 1945 administracji wojewody śląskiego, a z dniem 28 czerwca 1946 przyłączonym do woj. śląskiego (śląsko-dąbrowskiego).
Według stanu z 1 stycznia 1946 gmina składała się z 4 gromad: Krzywiczyny, Komorzno, Świniary Małe (z Świniarami Wielkimi) i Szymonków. 6 lipca 1950 zmieniono nazwę woj. śląskiego na katowickie; równocześnie gmina Krzywiczyny wraz z całym powiatem kluczborskim weszła w skład nowo utworzonego woj. opolskiego.
Według stanu z 1 lipca 1952 gmina składała się z 5 gromad: Komorzno, Krzywiczyny, Szymonków, Świniary Małe i Świniary Wielkie. Gmina została zniesiona 29 września 1954 wraz z reformą wprowadzającą gromady w miejsce gmin. Jednostki nie przywrócono 1 stycznia 1973 wraz z kolejną reformą reaktywującą gminy.